# Gerardo Romano (actor)
Gerardo Romano (Buenos Aires, Argentina, 6 de juliol de 1946) és un actor i advocat argentí, durant deu anys va desenvolupar funcions en el Ministeri de Justícia. Entre altres projectes, va participar en 1992 de l'enregistrament del disc Y Punto de la banda argentina de rock Bersuit Vergarabat, al costat de Mario Pergolini, en la cançó «Homenaje a los locos del Borda».
Romano ha aparegut principalment en sèries de televisió famoses a l'Argentina des de 1979 fent el seu debut com a actor a El Fausto criollo, tot i que ha actuat en diverses pel·lícules com Abierto de 18 a 24 (1988) de Víctor Dínenzon, i El Amante de las Peliculas Mudas. El 1992 va interpretar el paper de l'estafador Raúl Fontana al thriller d'acció Al filo de la ley sobre un hotel a Miami. També va aparèixer a la pel·lícula de Carlos Saura Los Cuentos de Borges: El Sur, basat en la narració homònima de Jorge Luis Borges. El 2001 participà a la reconeguda internacionalment La fuga interpretant el paper de Julio Bordiola ambientada a finals dels anys vint. Va treballar sota la direcció d'un dels principals directors de cinema argentins, Eduardo Mignogna i amb els actors Ricardo Darín, Patricio Contreras i Miguel Ángel Sola. La pel·lícula va rebre 5 premis i 11 nominacions.

## Trajectòria

### Teatre
- Oleana de David Mamet. Dir. Hugo Urquijo
- Closer de Patrick Marber. Dir. Mike Gordon
- A corazón abierto autores varios. Dir. Emilio Alfaro
- Postdata, tu gato ha muerto de James Kirkwood, Jr.. Dir. Emilio Alfaro
- Bent, Dir. Julio Ordano
- Sexo, drogas y Rock&Roll
- 2004: Padre nuestro amb Rodolfo Ledo, Atilio Veronelli. Dir. Julio Ordano
- 2006: Procedimientos para inhibir la voluntad de los individuos de Francisco Enrique (veu en off).
- 2010: Pirañas
- 2015 a 2017: Un judío común y corriente, escrita per Charles Lewinsky i dirigida per Manuel González Gil, al Teatro Chacarerean

### Cinema
- 1979: El Fausto criollo, Dir. Luis Saslavsky
- 1984: Atrapadas, Dir. Aníbal Di Salvo
- 1985: Los gatos (prostitución de alto nivel), Dir. Carlos Borcosque (hijo).
- 1986: Miss Mary, Dir. María Luisa Bemberg
- 1987: Las esclavas, Dir. Carlos Borcosque (hijo)
- 1987: El año del conejo, Dir. Fernando Ayala
- 1988: La clínica loca, Dir. Emilio Vieyra
- 1988: Abierto de 18 a 24, Dir. Víctor Dinenzon
- 1989: Cuerpos perdidos, Dir. Eduardo de Gregorio. Coproducción con Francia.
- 1990: Negra medianoche, Dir. Héctor Olivera. Coproducción con Estados Unidos.
- 1990: Yo, la peor de todas Dir. María Luisa Bemberg
- 1992: Al filo de la ley, Dir. Juan Carlos Desanzo
- 1993: Las boludas, Dir. Víctor Dinenzon
- 1994: El amante de las películas mudas, Dir. Pablo Torre
- 1996: Policía corrupto, Dir. Carlos Campanile
- 2001: La fuga, Dir. Eduardo Mignogna. Coproducción con España
- 2001: Nada por perder, Dir. Quique Aguilar
- 2003: Dos ilusiones, Dir. Martín Lobo
- 2014: Betibú, Dir. Miguel Cohan
- 2014: Necrofobia, Dir. Daniel de la Vega
- 2016: Me casé con un boludo. Dir. Juan Taratuto
- 2017: Hipersomnia. Dir. Gabriel Grieco
- 2017: La cordillera. Dir. Santiago Mitre
- 2018: Acusada. Dir. Gonzalo Tobal
- 2018: Solo el amor. Dir. Diego Corsini i Andy Caballero
- 2020: Respira. Dir. Gabriel Grieco
- 2021: Quamar las naves
- 2021: Al tercer día. Dir. Daniel de la Vega
- 2021: Una tumba para tres. Dir. Mariano Cattaneo
- 2022: Hoy se arregla el mundo. Dir. Ariel Winograd

### Televisió
| Any         | Títol                     | Personatge                                       | Canal              | Notws                                       |
| ----------- | ------------------------- | ------------------------------------------------ | ------------------ | ------------------------------------------- |
| 1978        | La mujer frente al amor   | Henry Selton                                     | Canal 9            | Elenc                                       |
| 1979 - 1980 | Los hijos de López        | Gerardo López                                    | ATC                | Participació                                |
| 1980        | Dulce fugitiva            |                                                  | ATC                |                                             |
| 1981        | Las huellas del cerro     | Detective. Prado                                 | ATC                | Elenc                                       |
| 1982        | Noche estelar             | Mauricio                                         | ATC                | Ep: "El ave fénix"                          |
| 1982        | Rebelde y solitario       | Martin                                           | ATC                | Elenc                                       |
| 1983        | Sola                      | Talo                                             | Canal 9            | Elenc                                       |
| 1984        | Amo y señor               |                                                  | Canal 9            | Participació                                |
| 1985        | Bárbara Narváez           | Alejandro Guerrico                               | Canal 13           | Protagonista                                |
| 1985        | Capicho                   | Psicólogo. Roman Andrade                         | ATC                | Recurrent                                   |
| 1985        | La viuda blanca           | Humilde taxista                                  | Canal 9            | Protagonista                                |
| 1989        | Gracias, señora baronesa  |                                                  | ATC                | Protagonista                                |
| 1989        | Vínculos                  |                                                  | ATC                | Protagonista                                |
| 1989        | El muerto y el degollado  | Felix                                            | ATC                | Elenc                                       |
| 1990        | Estado civil              | Diversos                                         | Canal 13           | Protagonista                                |
| 1990        | Stress                    | Ingeniero                                        | Canal 13           | Participació especial                       |
| 1991        | Tato, la leyenda continúa | Diversos                                         | Canal 13           | Elenc                                       |
| 1992 - 1993 | Zona de riesgo            | Diversos                                         | Canal 13           | Diversos episodis                           |
| 1994        | La marca del deseo        | Axel                                             | Telefe             | Telenovel·la cancel·lada                    |
| 1994        | Más allá del horizonte    | Gonzalo Lynch                                    | Canal 9            | Participación                               |
| 1995        | Sin condena               | Che Guevara                                      | Canal 9            | Ep: "El caso del Che Guevara"               |
| 1995        | Con alma de tango         | Victor                                           | Canal 9            | Protagonista                                |
| 1995        | Alta comedia              |                                                  | Canal 9            | Ep: "Lo mismo que a Paula"                  |
| 1996        | Alta comedia              |                                                  | Canal 9            | Ep: "Las ganas de vivir"                    |
| 1997        | Ciudad prohibida          |                                                  | Canal 9            | Elenco                                      |
| 1998 - 1999 | Como vos & yo             | Andrés Dobs                                      | Canal 13           | Protagonista                                |
| 1999        | La Argentina de Tato      | Guillermo Barros Schelotto                       | Canal 13           | Participació                                |
| 2000        | Los médicos (de hoy)      | Fernando Falcone                                 | Canal 13           | Protagonista                                |
| 2000        | Los buscas de siempre     | Fernando                                         | Azul TV            | Participació                                |
| 2001        | PH                        | Chiche                                           | Azul TV            | Protagonista                                |
| 2002        | Tiempo final              |                                                  | Telefe             | Ep: "Mano a mano"                           |
| 2002        | Infieles                  |                                                  | Telefe             | Ep: "La ventana indiscreta"                 |
| 2003        | Tercer tiempo             | Gerardo                                          | Canal 13           | Protagonista                                |
| 2004        | Historias de terror       | Jose                                             | Canal 7            | Ep: "Dracula"                               |
| 2005        | Hombres de honor          | Carlo Andrea Patter Nostra / Romulo Patter Nosta | Canal 13           | Elenc                                       |
| 2006        | Se dice amor              | Octavio Ocampo                                   | Telefe             | Elenc                                       |
| 2006        | Doble venganza            | Gonzalo Brizuela                                 | Canal 9            | Protagonista                                |
| 2007        | La ley del amor           | Santiago Duncan                                  | Telefe             | Elenc                                       |
| 2008        | Mujeres asesinas          | Manuel                                           | Canal 13           | Ep: "Noemí, desquiciada"                    |
| 2008        | 23 pares                  | Francisco "Pancho" Robledo                       | Canal 9            | Participació                                |
| 2010        | Alguien que me quiera     | Roberto                                          | Canal 13           | Elenc                                       |
| 2012        | Lobo                      | Leopoldo Diaz Pujol                              | Canal 13           | Estelar                                     |
| 2012        | Condicionados             | Germán                                           | Canal 13           | Participació                                |
| 2012        | Dulce amor                | Francisco Montalban                              | Telefe             | Antagonista                                 |
| 2013        | Historia Clínica          | Juan Domingo Perón                               | Telefe             | Ep: "Juan Domingo Perón: Emoción y corazón" |
| 2015        | El asesor                 | Pedro Andrade                                    | 360TV              | Protagonista                                |
| 2016 - 2022 | El marginal               | Sergio Antín                                     | TV Pública         | Protagonista                                |
| 2017        | El jardín de bronce       | Fiscal Esteban Revoira                           | HBO                | Protagonista                                |
| 2021        | Maradona, sueño bendito   | Carlos Ferro Viera                               | Amazon Prime Video | Paper de repartiment                        |

## Premis
- 1992: premi Martín Fierro, com a millor actor.
- 2021: premi Konex, com a Unipersonal.
- 2019: Premi Platino a la millor interpretació masculina de repartiment en minisèrie o telesèrie, per El marginal[4]

### Nominacions
- 2007: premi Martín Fierro, com a millor actor protagonista de telenovel·la.